# Бенна, Антони
Антони́ Бенна́ (фр. Anthony Benna; род. 25 сентября 1987) — французский фристайлист, специализирующийся в могуле. Чемпион мира, участник двух Олимпиад.

## Карьера
Дебютировал в Кубке мира в феврале 2005 года на этапе Кубка мира в Италии, где занял 58-е место. Через два года на этапе в Инавасиро впервые попал в десятку лучших, став седьмым в параллельном могуле. В том же сезоне занял четвёртое место и в классическом могуле на одном из этапов.
18 декабря 2008 года на домашнем этапе в Мерибеле стал третьим в параллельном могуле, впервые поднявшись на кубковый подиум.
На Олимпиаде в Ванкувере выступил неудачно, упав во время квалификационной попытки и не получил оценку, заняв последнее, 30-е место. Через 4 года выступил на Играх в Сочи, но не смог пройти квалификацию, заняв итоговое 23-е место.
За свою карьеру участвовал в четырёх чемпионатах мира. В 2015 году на первенстве в Крайшберге выиграл соревнования могулистов, одержав первую победу в карьере и став чемпионом мира.

## Выступления на чемпионатах мира
| Чемпионат                | Могул | Параллельный могул |
| ------------------------ | ----- | ------------------ |
| Мадонна ди Кампильо 2007 | 16    | —                  |
| Инавасиро 2009           | 32    | 28                 |
| Восс 2013                | 23    | 18                 |
| Крайшберг 2015           | 1     | 9                  |

## Места на подиуме в Кубке мира
| Дата       | Место проведения | Место | Дисциплина         |
| 18.12.2008 | Мерибель         | 3     | Параллельный могул |
| 10.12.2011 | Куусамо          | 3     | Могул              |
| 20.12.2011 | Мерибель         | 2     | Параллельный могул |
| 13.12.2014 | Куусамо          | 3     | Параллельный могул |
| 15.03.2015 | Межев            | 1     | Параллельный могул |